# Colladonus espinosus
Colladonus espinosus är en insektsart som beskrevs av Nielson 1957. Colladonus espinosus ingår i släktet Colladonus och familjen dvärgstritar. Inga underarter finns listade i Catalogue of Life.